# Aab
Aab là một họ. Những người nổi bật mang họ này gồm có:
- Jaak Aab (sinh năm 1960), chính khách Estonia
- Vitalij Aab (sinh năm 1979), vận động viên khúc côn cầu trên băng Đức